# Cyclamen purpurascens
Cyclamen purpurascens (лат.) — вид растений рода Цикламен (Cyclamen) семейства Мирсиновые (Myrsinaceae), иногда относится к семейству Первоцветные (Primulaceae), в естественных условиях произрастающий в Центральной Европе, в северной Италии и в Словении.

## Происхождение названия
Латинское название purpurāscēns является причастием настоящего времени глагола purpurāscō, означающего «багроветь».

## Распространение и экология
Cyclamen purpurascens растёт в широколиственных или смешанных лесах, преимущественно среди буков и на известняке, на высоте 250—1300 м над уровнем моря в континентальной Европе от восточной Франции через Альпы до Польши и на юг до Боснии и Герцеговины.
Его также обнаруживали в горной части Румынии и в западной России, куда он был интродуцирован.

## Ботаническое описание
Многолетнее растение с разнообразными листьями и тёмно-розовыми цветками; цветёт с лета до осени, сохраняя листья всю зиму; семена и новые листья появляются к следующему лету.

### Клубень
Цветы и листья растут из почек, находящихся на верхней поверхности округлого клубня. Корни растут с боков и снизу. Старые клубни могу терять форму, выпуская «пальцы» с отдельными точками роста.
Клубни неправильной формы также встречаются у Cyclamen rohlfsianum.

### Цветок
Сладко пахнущие цветы появляются раньше листьев или одновременно с ними. Их 5 отогнутых вверх лепестков длиной от 17 до 25 мм бывают окрашены в цвета от бледно-розового до пурпурного или розового-карминового. Лепестки эллиптические, перекрученные, часто загибаются подобно ушным раковинам, хотя и менее выраженно, чем у Cyclamen hederifolium.
У крайне редкой формы «album» белые цветы. У сорта 'Lake Garda' серебристые листья и розовые цветки.

### Лист
Листья от почковидных до сердцевидных, ширина равна длине или чуть больше. Край листа гладкий или слегка зазубренный, в отличие от близкого вида Cyclamen colchicum, листья которого заметно зазубрены.
Цвет листьев варьируется от полностью зелёного до полностью серебристого, хотя более распространённая окраска зелёная со светло-зелёным или серебристым «жемчугом», который повторяет контуры края.
Нижняя сторона красно-фиолетовая.
Из-за прохладного и сырого климата в естественном ареале он почти всегда вечнозелёный: новые листья появляются летом одновременно с опаданием старых.
Цикламены других видов, за исключением близкого вида Cyclamen colchicum, летом находятся в состоянии покоя по причине климата их естественной среды обитания.

### Плод
После оплодотворения цветонос скручивается в спираль, начиная с конца. Семена янтарного цвета хранятся в шарообразном стручке, который созревает к следующему после цветения лету и распадается на 5-10 створок.

## Классификация

### Формы цветков
У Cyclamen purpurascens три дикорастущие формы, отличающиеся цветом цветков:
- Cyclamen purpurascens f. purpurascens — розовые или пурпурные цветки;
- Cyclamen purpurascens f. carmineolineatum — белые цветки с тонким карминовым ободком;
- Cyclamen purpurascens f. album — полностью белые цветки.

### Формы листьев

#### Обыкновенный лист
У простой формы листья полностью зелёные.
Особенной является фатранская форма, также называемая Cyclamen fatrense (иногда ошибочно fatranse) в честь горного массива Большая Фатра в Словакии, цветы и листья которой (матовые или блестящие) крупнее.

#### Серебристый лист
У листьев растений этой группы встречается серебристый цвет.
Разновидности этой формы включат 'Lake Bled' (серебристый лист с сетчатым рисунком прожилок около края), встречающуюся у растений около Бледского озера в Юлийских Альпах Словении, и 'Limone' или 'Lake Garda' (серебристый с тонким зелёным краем и серым стрельчатым рисунком в центре), встречающуюся у растений из Лимоне-суль-Гарда около озера Гарда в Италии.
Другие рисунки в Лимоне-суль-Гарда и её окрестностях включают тёмно-зелёный лист с серебристой или зелёной отделкой и простой зелёный.

### Культурные сорта
Культурный сорт 'Green Ice', выведенный Яном Бравенбуром из Green Ice Nursery в Нидерландах, имеют лист с серебристой центральной частью в форме ёлочки и широким зелёным краем.
Листья сорта 'Green Lake' похожи на него, но у них наоборот, «ёлочка» светло-зелёная, а периферия серебристая.